# Hockey su ghiaccio ai XXI Giochi olimpici invernali - Qualificazioni al torneo maschile
Al torneo maschile di hockey su ghiaccio sono qualificate di diritto le prime nove squadre del ranking IIHF, tra cui la nazionale canadese padrona di casa: Canada, Stati Uniti, Svizzera, Russia, Repubblica Ceca, Slovacchia, Svezia, Finlandia e Bielorussia.
Le altre tre, Germania, Lettonia e Norvegia, sono uscite dai tre tornei di qualificazione, a loro volta preceduti da quattro tornei di prequalificazione.
Le partite dei gironi di qualificazione si sono svolte dal 9 ottobre 2008 all'8 febbraio 2009, in diverse località, tra cui: Ankara in Turchia, Narva in Estonia, Budapest in Ungheria, Sanok in Polonia, Hannover in Germania, Riga in Lettonia e ad Oslo in Norvegia.

## Qualificazioni

### Prima prequalificazione

#### Girone A
La vincitrice del girone si è qualificata per le prequalificazioni olimpiche. Il torneo si è svolto ad Ankara, Turchia, dal 9 all'11 ottobre 2008.
Legenda: PG = partite giocate; V = vittorie conseguite nei tempi regolamentari; VOT= vittorie conseguite ai tempi supplementari o ai rigori; POT = sconfitte subite ai tempi supplementari o ai rigori; P = sconfitte subite nei tempi regolamentari; GF = reti segnate; GS = reti subite

### Prequalificazioni
Le vincitrici dei tre gironi si sono qualificate per le qualificazioni olimpiche.

#### Girone B
Il torneo si è svolto a Narva, Estonia, dal 6 al 9 novembre 2008.
Legenda: PG = partite giocate; V = vittorie conseguite nei tempi regolamentari; VOT= vittorie conseguite ai tempi supplementari o ai rigori; POT = sconfitte subite ai tempi supplementari o ai rigori; P = sconfitte subite nei tempi regolamentari; GF = reti segnate; GS = reti subite

#### Girone C
Il torneo si è svolto a Budapest, Ungheria, dal 7 al 9 novembre 2008.
Legenda: PG = partite giocate; V = vittorie conseguite nei tempi regolamentari; VOT= vittorie conseguite ai tempi supplementari o ai rigori; POT = sconfitte subite ai tempi supplementari o ai rigori; P = sconfitte subite nei tempi regolamentari; GF = reti segnate; GS = reti subite

#### Girone D
Il torneo si è svolto a Sanok, Polonia, dal 6 al 9 novembre 2008.
Legenda: PG = partite giocate; V = vittorie conseguite nei tempi regolamentari; VOT= vittorie conseguite ai tempi supplementari o ai rigori; POT = sconfitte subite ai tempi supplementari o ai rigori; P = sconfitte subite nei tempi regolamentari; GF = reti segnate; GS = reti subite

### Qualificazioni Olimpiche
Le tre vincitrici dei gironi si sono qualificate ai Giochi olimpici di Vancouver 2010.

#### Girone E
Il torneo si è svolto ad Hannover, Germania, dal 5 all'8 febbraio 2009.
| Paese    | PT | G | V | VOT | POT | P | GF | GS |
| -------- | -- | - | - | --- | --- | - | -- | -- |
| Germania | 9  | 3 | 3 | 0   | 0   | 0 | 11 | 3  |
| Austria  | 5  | 3 | 1 | 1   | 0   | 1 | 10 | 7  |
| Giappone | 2  | 3 | 0 | 1   | 0   | 2 | 8  | 16 |
| Slovenia | 2  | 3 | 0 | 0   | 2   | 1 | 8  | 11 |

Legenda: PG = partite giocate; V = vittorie conseguite nei tempi regolamentari; VOT= vittorie conseguite ai tempi supplementari o ai rigori; POT = sconfitte subite ai tempi supplementari o ai rigori; P = sconfitte subite nei tempi regolamentari; GF = reti segnate; GS = reti subite

#### Girone F
Il torneo si è svolto a Riga, Lettonia, dal 5 all'8 febbraio 2009.
| Paese    | PT | G | V | VOT | POT | P | GF | GS |
| -------- | -- | - | - | --- | --- | - | -- | -- |
| Lettonia | 9  | 3 | 3 | 0   | 0   | 0 | 15 | 6  |
| Ucraina  | 5  | 3 | 1 | 1   | 0   | 1 | 9  | 9  |
| Italia   | 3  | 3 | 1 | 0   | 0   | 2 | 7  | 8  |
| Ungheria | 1  | 3 | 0 | 0   | 1   | 2 | 7  | 15 |

Legenda: PG = partite giocate; V = vittorie conseguite nei tempi regolamentari; VOT= vittorie conseguite ai tempi supplementari o ai rigori; POT = sconfitte subite ai tempi supplementari o ai rigori; P = sconfitte subite nei tempi regolamentari; GF = reti segnate; GS = reti subite

#### Girone G
Il torneo si è svolto ad Oslo, Norvegia, dal 5 all'8 febbraio 2009.
| Paese      | PT | G | V | VOT | POT | P | GF | GS |
| ---------- | -- | - | - | --- | --- | - | -- | -- |
| Norvegia   | 9  | 3 | 3 | 0   | 0   | 0 | 10 | 6  |
| Danimarca  | 4  | 3 | 1 | 0   | 1   | 1 | 7  | 9  |
| Kazakistan | 3  | 1 | 1 | 0   | 0   | 2 | 11 | 7  |
| Francia    | 2  | 3 | 0 | 1   | 0   | 2 | 6  | 12 |

Legenda: PG = partite giocate; V = vittorie conseguite nei tempi regolamentari; VOT= vittorie conseguite ai tempi supplementari o ai rigori; POT = sconfitte subite ai tempi supplementari o ai rigori; P = sconfitte subite nei tempi regolamentari; GF = reti segnate; GS = reti subite

## Squadre qualificate
- In base al ranking IIHF:   Canada,  Stati Uniti,  Svizzera,  Russia,  Rep. Ceca,  Slovacchia,  Svezia,  Finlandia,  Bielorussia
- Grazie al torneo di qualificazione:  Norvegia,  Lettonia,  Germania